# 維氏骨鯿
維氏骨鯿（学名：Osteobrama vigorsii）为輻鰭魚綱鯉形目鲤科的其中一種，分布於亞洲印度，體長可30公分，棲息在流速快、水質清澈的溪流，可作為食用魚。